# Helma Knorscheidt

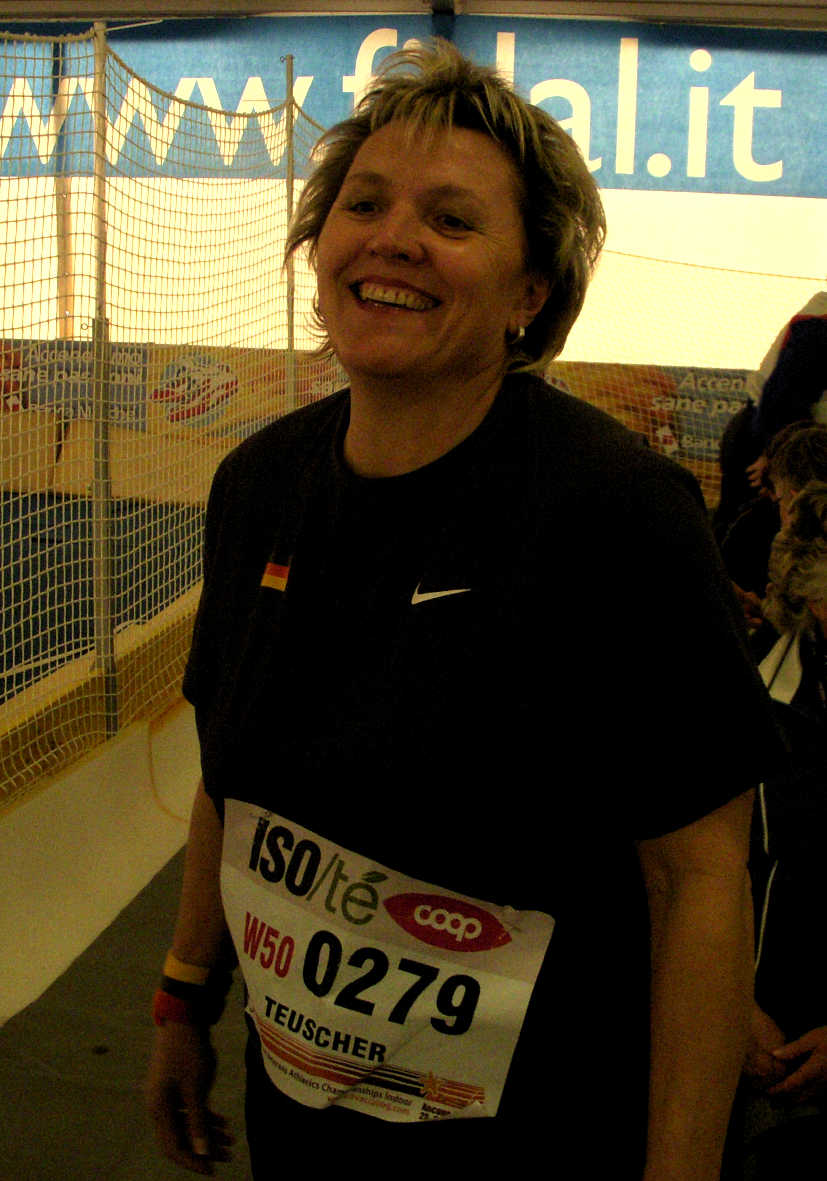
Helma Teuscher bei den EVACS in Ancona (2009)

Helma Teuscher (* 31. Dezember 1956 in Nauendorf als Helma Knorscheidt) ist eine ehemalige deutsche Leichtathletin, die – für die DDR startend – Anfang der 1980er Jahre zu den weltbesten Kugelstoßerinnen gehörte.

## Leben
Helma Knorscheidt startete für den SC Chemie Halle. Bei der Universiade gewann sie 1979 in Mexiko-Stadt Silber und 1981 in Bukarest Gold. Bei den Halleneuropameisterschaften 1981 wurde sie Dritte und bei den Europameisterschaften 1982 Sechste (20,10 – 19,64 – 20,21 – ungültig – 20,15 – 20,21 m). 1983 gewann sie bei den Halleneuropameisterschaften Silber. Ihr größter Erfolg ist die Silbermedaille bei den Weltmeisterschaften 1983 in Helsinki (20,30 – 20,70 m – 20,55 – 20,47 – ungültig – 20,25).
In ihrer Wettkampfzeit war sie 1,76 m groß und wog 90 kg. 1984 wurde sie mit dem Vaterländischen Verdienstorden in Bronze ausgezeichnet. In den nach der Wende öffentlich gewordenen Unterlagen zum Staatsdoping in der DDR fand sich bei den gedopten Sportlerinnen auch ihr Name.
Als Seniorin war Helma Teuscher weiter sportlich aktiv. Zu ihren größten Erfolgen zählen der Titel im Kugelstoßen W50 zu den XVII. Leichtathletik-Weltmeisterschaften der Senioren 2007 in Riccione (Italien) mit 14,40 m (3-kg-Kugel), sowie der Kugelstoßeuroparekord W50 zur Senioren-EM 2008 in Ljubljana mit 14,94 m. Letzterer wurde 2009 von Alexandra Marghieva übertroffen.